# Eladio Dieste
Eladio Dieste, né le 10 décembre 1917 à Montevideo et mort le 29 juillet 2000, est un ingénieur et architecte uruguayen.

## Biographie
En 1960 il a fait construire l'église d'Estación Atlántida, laquelle en 2021 a été proclamée site du patrimoine mondial de l'UNESCO. 